# Індекс Кейтца
Індекс Кейтца (англ. Kaitz index) — економічний показник, який є відношенням встановленої законом мінімальної заробітної плати до усередненої (медіаної) заробітної плати (не плутати з середньою заробітною платою). Що вище значення індексу Кейтца, то значніша частка працівників, які отримують зарплату близьку до законодавчого мінімуму. Саме по собі високе чи низьке значення індексу не означає бідності працівників, але його значення демонструє відносну бідність тих, чий дохід прив'язано до рівня мінімальної оплати, а також характеризує потенціал впливовості на економіку законодавчих змін цього мінімуму.
Першим показник запропонував начальник відділу «Статистичні стандарти» у Бюро статистики праці при міністерстві праці США Хайман Кейтц (англ. Hyman Kaitz) у бюлетені 1970 року, присвяченому безробіттю серед молоді як середньозважене співвідношення між мінімальною заробітною платою та середньою заробітною платою у різних галузях. Оскільки дослідження було присвячене проблемі безробіття серед молоді, запропонована формула спиралася на інформацію про працюючих неповнолітніх:
{\displaystyle MW_{t}=\sum _{i}f_{it}{\frac {m_{t}}{w_{it}}}c_{it}}
Де
- {\displaystyle f_{it}} частка неповнолітніх у галузі {\displaystyle i} за рік {\displaystyle t} якщо це потрібно, оскільки для неповнолітніх працівників законодавчо може бути визначена нижча мінімальна заробітна плата;
- {\displaystyle m_{t}} мінімальна заробітна плата за рік {\displaystyle t};
- {\displaystyle w_{it}} середня заробітна плата у галузі {\displaystyle i} за рік {\displaystyle t};
- {\displaystyle c_{it}} частка працівників галузі {\displaystyle i}, які отримують мінімальну заробітну плату в році {\displaystyle t}.

Надалі показник стали активно використовувати як загальніший, для всіх категорій працівників. Для такого випадку формула спрощується до вигляду
{\displaystyle MW_{t}=\sum _{i}{\frac {m_{t}}{w_{it}}}c_{it}}
Показник широко використовується у сучасних дослідженнях для кращої порівнюваності розміру заробітної плати у різних країнах. У випадку, коли для порівняння перевага віддається простоті розрахунку і не потрібна висока точність, використовують ще простішу формулу
{\displaystyle MW_{t}={\frac {m_{t}}{w_{t}}}}
Де {\displaystyle w_{t}} — офіційна середня заробітна плата по країні за рік {\displaystyle t} ;
Міжнародна організація праці рекомендує, щоб цей показник був на рівні 50 %. В аналітичному робочому документі Міжнародного валютного фонду «Європейська мінімальна заробітна плата: наслідки для бідності та макроекономічні дисбаланси» пропонується вважати середнім значення індексу Кейтца для країн ЄС на рівні 60 %. Нижче значення показника свідчить про заниження офіційного мінімального рівня оплати праці порівняно із середньою заробітною платою. Також наголошується, що станом на 2020 рік немає єдиного стандарту, що враховує галузеве розподілення заробітної плати. Тому цифри індекса Кейтца за той самий період в різних джерелах можуть відрізнятись, залежно від прийнятої методики розрахунку середньої галузевої заробітної плати.
В більшості країн Євросоюзу індекс Кейтца стабільно становить близько 60 %. В Україні на початок 2021 року він становив 43,7 %, та 48 % на кінець року. При порівнянні показників різних країн треба враховувати різницю методологічних підходів до формування та розрахунку мінімального рівня заробітної плати. В Україні стаття 9 закону «Про оплату праці» встановлює, що мінімальна заробітна плата не повинна бути нижчою за прожитковий мінімум для працездатних осіб. У переліку факторів, що впливають, перелічені майже такі ж самі, що використовуються для розрахунку прожиткового мінімуму. А в багатьох країнах Євросоюзу мінімальна заробітна плата ґрунтується на середній заробітній платі минулих періодів.